# 两个儿子的比喻
两个儿子的比喻是《新约圣经》所记载耶稣做的一个宗教比喻，见于《马太福音》第21章第28至32节。该比喻把接受施洗约翰洗礼、训诫、和悔改的税吏与娼妓，对比那些外表虔誠但不接受耶稣和不悔改的文士和法利賽人。

## 原文
|                                      | 又说：「一个人有两个儿子。他来对大儿子说：『我儿。你今天到葡萄园裏去作工。』他回答说：『我不去。』以后自己懊悔，就去了。又来对小儿子也是这样说。他回答说：『父啊。我去，他却不去。』你们想这两个儿子，是那一个遵行父命呢？」他们说：「大儿子。」耶稣说：「我实在告诉你们，税吏和娼妓，倒比你们先进 神的国。」 |
| ——《馬太福音》第21章第28节至第32节参 | |